# Бронников, Дмитрий Михайлович
Дми́трий Миха́йлович Бро́нников (1913—1998) — советский и российский учёный в области горных наук. Член-корреспондент АН СССР (1979), директор Института проблем комплексного освоения недр РАН (1980—1987). Крупнейший учёный в сфере подземной разработки рудных месторождений. Лауреат Государственных премий СССР и РФ.

## Биография
Родился 5 января 1913 года в семье врача. В 1936 году окончил Московский институт цветных металлов и золота. По окончании работал в Забайкалье и Казахстане в отрасли цветной металлургии.
В 1948 году, после обучения в аспирантуре Московского института цветных металлов и золота, защитил кандидатскую диссертацию. В 1951 году учёный начал работу в Институте горного дела на должности старшего научного сотрудника, а ушёл в 1967 году уже с должности заведующего лабораторией.
В 1960 году защитил докторскую диссертацию по «расчетам взрывной отбойки при подземной добыче руд». После ухода из Института горного дела устроился в Сектор физико-технических горных проблем Института физики Земли.
В 1977 году Сектор был выделен в Института проблем комплексного освоения недр АН СССР, куда перешёл и Дмитрий Михайлович на должность заместителя директора и заведующего одной из лабораторий. В 1980 году он возглавил этот институт и оставался в этой должности до 1987 года. 15 марта 1979 года избран член-корреспондентом АН СССР в Отделение геологии, геофизики и геохимии.
Скончался в Москве 7 сентября 1998 года. Похоронен на Кунцевском кладбище.

## Вклад в науку
Бронников первым начал разрабатывать теории по разработке глубоких рудных залежей. Подготовил более 40 докторов и кандидатов наук.
В разное время занимал высокие должности в научных советах, в том числе входил в пленум ВАК СССР.

## Награды
- Государственная премия СССР (1979) — за создание новой технологии разработки руд Норильского рудного района
- Орден Трудового Красного Знамени
- Орден Октябрьской Революции
- Государственная премия Российской Федерации в области науки и техники (1998)[3]
- Премия Правительства Российской Федерации 1995 года в области науки и техники (10 июля 1995) — за разработку и внедрение технологии взрывной отбойки руды пучковыми зарядами при подземной добыче